# سان أوبان
سان أوبان (بالفرنسية: Saint-Auban)‏ هي بلدية فرنسية تقع في إقليم الألب البحرية من منطقة بروفنس ألب كوت دازور في جنوب شرق فرنسا. تبلغ مساحة هذه المدينة 42.54 (كم²)، وترتفع عن سطح البحر 1150 م، يبلغ عدد سكانها 221 نسمة حسب إحصاء المعهد الوطني للإحصاء والدراسات الاقتصادية سنة 2009 م. وترأس Claude Ceppi البلدية خلال فترة (2008-2014).

## المناخ
يظهر الجدول التالي التغييرات المناخية على مدار السنة لسان أوبان:
| البيانات المناخية لـسان أوبان                 | البيانات المناخية لـسان أوبان | البيانات المناخية لـسان أوبان | البيانات المناخية لـسان أوبان | البيانات المناخية لـسان أوبان | البيانات المناخية لـسان أوبان | البيانات المناخية لـسان أوبان | البيانات المناخية لـسان أوبان | البيانات المناخية لـسان أوبان | البيانات المناخية لـسان أوبان | البيانات المناخية لـسان أوبان | البيانات المناخية لـسان أوبان | البيانات المناخية لـسان أوبان | البيانات المناخية لـسان أوبان |
| الشهر                                         | يناير                         | فبراير                        | مارس                          | أبريل                         | مايو                          | يونيو                         | يوليو                         | أغسطس                         | سبتمبر                        | أكتوبر                        | نوفمبر                        | ديسمبر                        | المعدل السنوي                 |
| --------------------------------------------- | ----------------------------- | ----------------------------- | ----------------------------- | ----------------------------- | ----------------------------- | ----------------------------- | ----------------------------- | ----------------------------- | ----------------------------- | ----------------------------- | ----------------------------- | ----------------------------- | ----------------------------- |
| الدرجة القصوى °م (°ف)                         | 21.8 (71.2)                   | 22.4 (72.3)                   | 25.4 (77.7)                   | 28.5 (83.3)                   | 32.8 (91.0)                   | 42.2 (108.0)                  | 39.5 (103.1)                  | 39.1 (102.4)                  | 34.7 (94.5)                   | 30.7 (87.3)                   | 24.2 (75.6)                   | 21.1 (70.0)                   | 42.2 (108.0)                  |
| متوسط درجة الحرارة الكبرى °م (°ف)             | 9.0 (48.2)                    | 10.8 (51.4)                   | 14.6 (58.3)                   | 17.2 (63.0)                   | 21.7 (71.1)                   | 26.1 (79.0)                   | 29.9 (85.8)                   | 29.3 (84.7)                   | 24.4 (75.9)                   | 19.0 (66.2)                   | 13.0 (55.4)                   | 9.2 (48.6)                    | 18.7 (65.7)                   |
| المتوسط اليومي °م (°ف)                        | 4.3 (39.7)                    | 5.4 (41.7)                    | 8.7 (47.7)                    | 11.3 (52.3)                   | 15.4 (59.7)                   | 19.5 (67.1)                   | 22.7 (72.9)                   | 22.3 (72.1)                   | 18.2 (64.8)                   | 13.6 (56.5)                   | 8.3 (46.9)                    | 4.9 (40.8)                    | 12.9 (55.2)                   |
| متوسط درجة الحرارة الصغرى °م (°ف)             | −0.4 (31.3)                   | 0.0 (32.0)                    | 2.8 (37.0)                    | 5.4 (41.7)                    | 9.2 (48.6)                    | 12.8 (55.0)                   | 15.5 (59.9)                   | 15.3 (59.5)                   | 11.9 (53.4)                   | 8.2 (46.8)                    | 3.6 (38.5)                    | 0.6 (33.1)                    | 7.1 (44.8)                    |
| أدنى درجة حرارة °م (°ف)                       | −13.4 (7.9)                   | −12.7 (9.1)                   | −10.2 (13.6)                  | −3.1 (26.4)                   | −1.9 (28.6)                   | 3.2 (37.8)                    | 7.3 (45.1)                    | 7.0 (44.6)                    | 1.8 (35.2)                    | −2.9 (26.8)                   | −7.3 (18.9)                   | −12.8 (9.0)                   | −13.4 (7.9)                   |
| الهطول مم (إنش)                               | 45.0 (1.77)                   | 37.1 (1.46)                   | 41.7 (1.64)                   | 67.1 (2.64)                   | 63.6 (2.50)                   | 53.0 (2.09)                   | 34.3 (1.35)                   | 55.8 (2.20)                   | 79.1 (3.11)                   | 84.2 (3.31)                   | 73.0 (2.87)                   | 61.0 (2.40)                   | 694.9 (27.36)                 |
| متوسط أيام هطول الأمطار (≥ 1.0 mm)            | 5.3                           | 4.7                           | 5.2                           | 8.1                           | 7.8                           | 6.0                           | 4.1                           | 4.7                           | 5.6                           | 7.9                           | 6.4                           | 6.5                           | 72.4                          |
| متوسط الأيام المثلجة                          | 2.7                           | 2.5                           | 1.2                           | 0.4                           | 0.0                           | 0.0                           | 0.0                           | 0.0                           | 0.0                           | 0.0                           | 0.8                           | 1.7                           | 9.2                           |
| متوسط الرطوبة النسبية (%)                     | 69                            | 69                            | 65                            | 64                            | 66                            | 65                            | 58                            | 61                            | 68                            | 74                            | 73                            | 70                            | 66.8                          |
| ساعات سطوع الشمس الشهرية                      | 170.0                         | 186.7                         | 231.6                         | 225.2                         | 260.5                         | 302.4                         | 343.4                         | 310.2                         | 247.0                         | 191.2                         | 159.2                         | 148.1                         | 2٬775٫4                       |
| المصدر #1: Meteo France                       |                               |                               |                               |                               |                               |                               |                               |                               |                               |                               |                               |                               |                               |
| المصدر #2: Infoclimat.fr (humidity 1961–1990) |                               |                               |                               |                               |                               |                               |                               |                               |                               |                               |                               |                               |                               |

## وصلات خارجية
- صفحة البلدية على موقع المعهد الوطني للإحصاء والدراسات الاقتصادية